# 荻村伊智朗
荻村伊智朗（日语：／ Ogimura Ichiro，1932年6月25日—1994年12月4日），日本乒乓球运动员、国际乒联第三任主席。

## 生平
荻村伊智朗毕业于日本大学艺术学部，1954年至1967年间先后九次参加世界乒乓球锦标赛，获得过第21、23届男单冠军，23、25届男双冠军，24、25、26届混双冠军，同时是21至25届男团冠军的主力成员。
退役后，荻村曾出任日本乒乓球协会理事长、国际乒联第一副主席等职。1987年当选国际乒联第三任主席。1992年获颁紫绶褒章。1994年逝世，终年62岁。1997年入选国际乒联名人堂。